# Pigeon Vert
Pigeon Vert is een voetbalclub uit Congo-Brazzaville uit de stad Pointe-Noire. Ze komen uit in de Premier League, de hoogste voetbaldivisie van het land. De club won nog nooit een landstitel of beker.